# Plectranthias chungchowensis
Plectranthias chungchowensis é uma espécie de peixe da família Serranidae.
É endémica de Taiwan.